# Hiponatrijemija
Hiponatrijemija je poremećaj elektrolita kojeg karakterizira snižena koncentracije natrija u krvi čovjeka. Kationi natrija su u izvanstaničnom prostoru glavni kationi, te značajno utječu na osmolarnosti plazme, pa je vrlo često poremećaj koncentracije natrija ujedno i poremećaj osmolarnosti plazme.
Normalne vrijednosti koncentracije natrija u krvi odraslih su između 137 i 146 mmol/L.

## Uzroci
Pojava hiponatrijemije može biti povezana sa smanjenjem, povećanjem ili normalnom količinom izvanstanične tekućine, ovisno o poremećaju ili patološkom stanju koje je uzrok:
- hiponatremija može biti uzrokovana gubitakom soli putem bubrega (npr. diuretici) ili drugim putevima (npr. proljevi, znojenje), uz manji gubitak vode.
- hiponatermija nastupa uz pojačano zadržavanje ili unos vode, uz normalnu količinu natrija.
- hiponatremiju uzorkuje i pojačano zadržavanje vode, uz manje povećanje količine natrija (npr. nefrotski sindrom, ciroza jetre, srčana insfucijencija)

## Simptomi
Simptomi hiponatremije su najčešće nastaju zbog smanjenja osmolarnosti plazme, što uzrokuje ulaženje vode u stanice, te dolazi do nastanka staničnog edema. Značajnije promjene osmolarnosti se manifestiraju u živčanim stanicama mozga pojavom mučnine, povraćanjem, glavoboljom, a pogoršanje može dovesti da konvulzija, pa i do kome.
|  | Molimo pročitajte upozorenje o korištenju medicinskih informacija. Ne provodite liječenje bez savjetovanja s liječnikom! |